# Agnesa Vuthaj
Agnesa Vuthaj, född den 8 februari 1986 i Istog i Kosovo, är en albansk fotomodell. Hon utsågs till Miss Kosova år 2003 och Miss Albanien år 2004.